# South Pekin
South Pekin – wieś w Stanach Zjednoczonych, w stanie Illinois, w hrabstwie Tazewell.